# Franz Anton Adolph von Wagensperg
Franz Anton Adolph von Wagensperg (* 22. Februar 1675 in Graz; † 31. August 1723 auf Schloss Greißenegg) war 1702–1712 Fürstbischof von Seckau und 1712–1723 Fürstbischof von Chiemsee.

## Leben

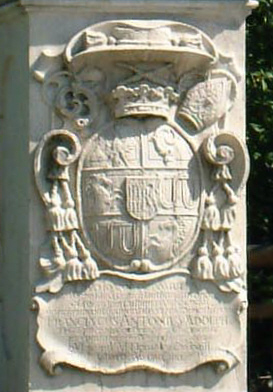
Wappen des Bischofs auf dem Sockel der Nepomukstatue in St. Johann in Tirol, 1717

Seine Eltern waren der kaiserliche Geheime Rat, Kämmerer und Statthalter von Innerösterreich, Johann Balthasar von Wagensperg und dessen erste Frau Juliana Elisabeth von Dietrichstein. Franz Anton Adolph, dessen Bruder Sigmund Rudolph von Wagensperg in kaiserlichen Diensten stand und Landeshauptmann der Steiermark war, studierte in Graz und Rom. Seit 1690 war er Domkapitular, seit 1699 Konsistorialrat in Salzburg, und am 2. Februar 1700 wurde er zum Priester geweiht.
Nach dem Tod des Seckauer Bischofs Rudolf Joseph von Thun und Hohenstein verlieh ihm der Salzburger Erzbischof Johann Ernst von Thun und Hohenstein 1702 das Salzburger Eigenbistum Seckau und ernannte ihn zugleich zum Generalvikar des steirischen Anteils des Erzbistums Salzburg. Der gerade in Salzburg anwesende Warschauer Nuntius Francesco Pignatelli erteilte ihm die Bischofsweihe. 1703 stieg Wagensperg zum salzburgischen Geheimen Rat auf. Während seiner Seckauer Amtszeit, die bis 1711 von Einfällen der Kuruzzen belastet war, erließ er Vorschriften für den Kirchenbau, die nur nach Plänen durchgeführt werden durften, die vom Konsistorium geprüft und genehmigt waren und deren Leitung erfahrenen Baumeistern zu übertragen war. Für das Kapuzinerkloster Knittelfeld legte er 1705 den Grundstein.
Am 18. Februar 1712 ernannte Erzbischof Franz Anton von Harrach Franz Anton Adolph von Wagensperg zum Nachfolger des 1711 verstorbenen Chiemseer Bischofs Johann Sigmund von Kuenburg. Die Bestätigung erfolgte am 29. Mai, die Amtseinführung am 25. Juli 1712. Zugleich wurde Wagensberg zum Präsidenten der Hofkammer und zum Statthalter des Erzbischofs befördert. 1713 hielt er eine Diözesansynode in St. Johann in Tirol ab, auf der die Beschlüsse der Synode von 1709 bestätigt und neue hinzugefügt wurden. 1715 visitierte er das Augustiner-Chorherrenstift Herrenchiemsee. Im gleichen Jahr verkaufte er das von Sigmund Ignaz von Wolkenstein-Trostburg erworbene Gut Voregger Au in Oberalm bei Salzburg. 1722 erwarb er die Adelssitze Kammer und Prielau. Nach seinem Tod auf dem Familienschloss Greißenegg in der Steiermark wurde er in der Karmelitenkirche in Voitsberg beigesetzt.